# Date limite (film)
Pour les articles homonymes, voir Date limite.
Pour plus de détails, voir Fiche technique et Distribution.
Date limite ou Date prévue au Québec (Due Date) est un film américain réalisée par Todd Phillips et sorti en 2010.
Malgré des critiques mitigées, le film rencontre un bon accueil auprès du public.

## Synopsis
Architecte réputé, Peter Highman se trouve à Atlanta et doit prendre l'avion pour retrouver son épouse, Sarah. Cette dernière est enceinte de leur premier enfant et doit accoucher dans cinq jours. Pour être à ses côtés lors de la naissance du bébé, Peter se presse pour prendre un vol à destination de Los Angeles. Il se retrouve cependant interdit de vol à la suite d'un quiproquo, par la faute d'Ethan Tremblay, acteur en quête de reconnaissance et fan de la série Mon oncle Charlie, qui lui aussi est forcé de quitter l'avion.
Après s'être rendu compte que son portefeuille est resté à bord, ainsi que ses bagages, il essaye de trouver un moyen pour partir. C'est à ce moment que Peter accepte, à contrecœur, de voyager en voiture avec Ethan, qui transporte les cendres de son père dans une boîte à café et est accompagné de son chien, Sunny, un bouledogue français. Ce voyage, avec ce compagnon un peu problématique, va être ponctué de nombreuses situations cocasses.

## Fiche technique
Sauf indication contraire, les informations mentionnées dans cette section peuvent être confirmées par la base de données cinématographiques IMDb,  présente dans la section « Liens externes ».
- Titre original : Due Date
- Titre français : Date limite
- Titre québécois : Date prévue
- Réalisation : Todd Phillips
- Scénario : Alan R. Cohen, Alan Freedland, Adam Sztykiel et Todd Phillips, d'après une histoire d'Alan R. Cohen et Alan Freedland
- Musique : Christophe Beck
- Direction artistique : Desma Murphy, Clint Wallace et Shepherd Frankel
- Décors : Bill Brzeski
- Costumes : Louise Mingenbach
- Photographie : Lawrence Sher
- Montage : Debra Neil-Fisher
- Production : Daniel Goldberg et Todd Phillips
- Société de production : Legendary Pictures, Green Hat Films et Classic Films, Inc
- Distribution : Warner Bros.
- Budget : 65 000 000 $
- Pays de production :  États-Unis
- Langues originales : anglais, espagnol
- Format : 2.35:1 - 35 mm et cinéma numérique - Couleur — son SDDS / DTS / Dolby Digital
- Genre : comédie noire, road movie
- Durée : 95 minutes
- Dates de sortie : 
  - Belgique : 3 novembre 2010
  - États-Unis : 5 novembre 2010
  - France : 10 novembre 2010

## Distribution
- Robert Downey Jr. (VF : Bernard Gabay ; VQ : Daniel Picard) : Peter Highman
- Zach Galifianakis (VF : Daniel Lafourcade ; VQ : Tristan Harvey) : Ethan Tremblay / Ethan Chase
- Michelle Monaghan (VF : Barbara Kelsch ; VQ : Geneviève Désilets) : Sarah Highman
- Jamie Foxx (VF : Lucien Jean-Baptiste ; VQ : Pierre Auger) : Darryl
- Juliette Lewis (VF : Laurence Charpentier ; VQ : Violette Chauveau) : Heidi
- RZA (VF : Daniel Lobé ; VQ : Benoit Rousseau) : l'agent de la TSA à l'aéroport
- Danny McBride (VF : Paul Borne) : l'employé de Western Union
- Matt Walsh : l'agent de sécurité
- Todd Phillips : Barry
- Charlie Sheen (VF : Olivier Destrez) : Charlie Harper (caméo)
- Jon Cryer (VF : Lionel Tua) : Alan Harper (caméo)
- Marco Rodríguez (en) (VF : David Krüger) : l'agent fédéral mexicain
- Nathalie Fay : une hôtesse de l'air
Version française
  - Société de doublage : Dubbing Brothers
  - Direction artistique : Marie-Laure Beneston
  - Adaptation : Marion Bessay

 Source et légende : version française (VF) sur RS Doublage
 Source et légende : version québécoise (VQ) sur Doublage.qc.ca

## Production

### Développement
Le réalisateur et coscénariste Todd Phillips explique le sujet du film : 

« Ce film repose sur une idée très simple : deux types mal assortis sont obligés de faire la route ensemble. [...] On parle toujours d'alchimie entre acteurs, on dit que cela fait le succès d'une comédie. Date limite est fondé sur une anti-alchimie radicale : ces deux gars ne communiquent à aucun moment, ils s'opposent sur tout, ce qui engendre à la fois gags et tensions. »

— Todd Phillips,

### Attribution des rôles

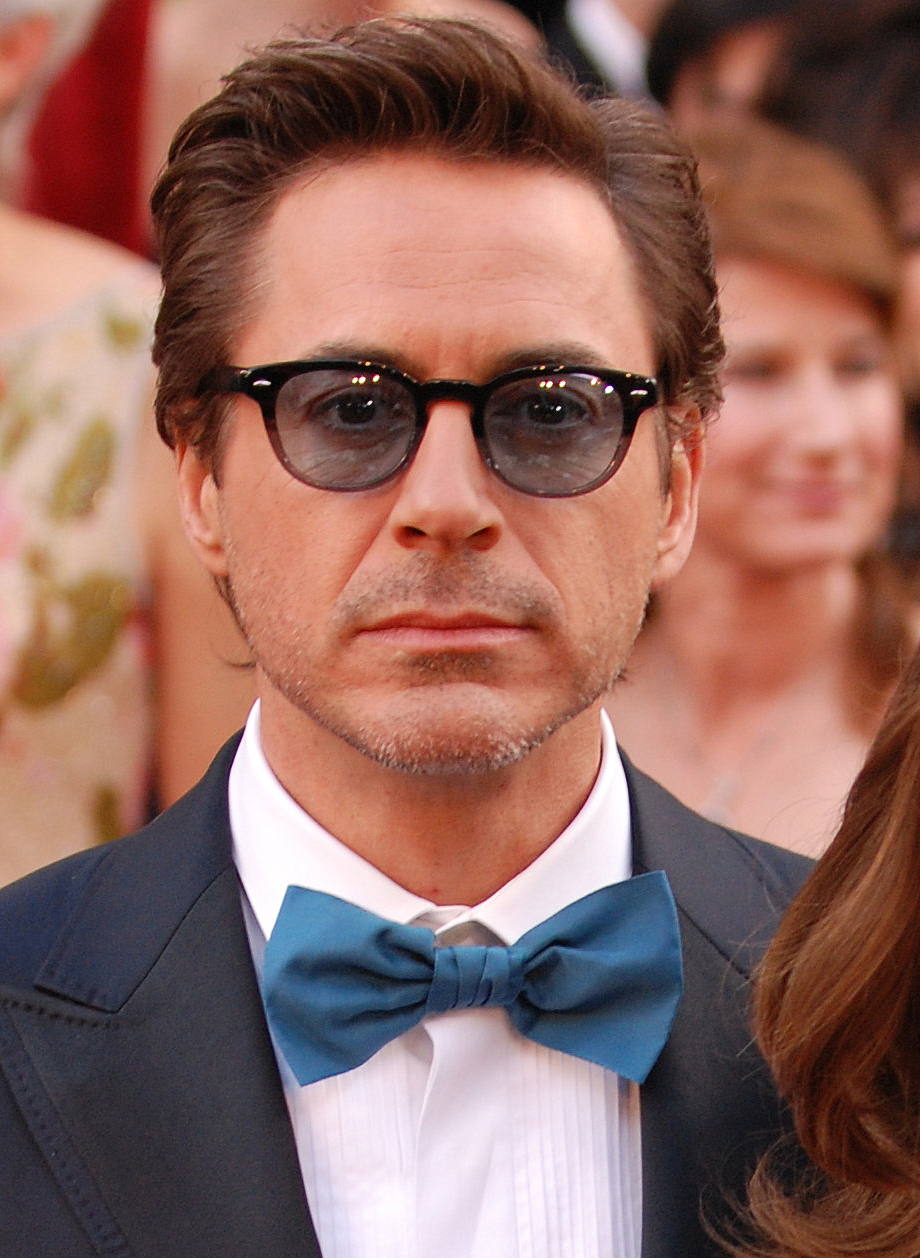
Robert Downey Jr. aux Oscars 2010.

Pour incarner Peter Highman, le rôle est confié à Robert Downey Jr., qui accepta afin de jouer avec Zach Galifianakis. De plus, son épouse Susan produit : 

« Dans la vraie vie, un type comme Ethan se serait fait étrangler dans son sommeil depuis longtemps. Cet homme est focalisé avec toute l’acuité d’un rayon laser sur LE truc qui vous rend à coup sûr fou. C’est le genre d’individu qui est capable d’engloutir une dizaine de gaufres avant de se rappeler qu’il y est allergique. Difficile d’imaginer plus irritant. Peter, lui, est un psychorigide, hypernerveux, irritable au dernier degré. Tomber entre les griffes d’Ethan à quelques heures de la naissance de son premier enfant est ce qui pouvait lui arriver de pire. Ethan, Monsieur Catastrophes en personne, est tout l’inverse de Peter : plus relax, tu meurs. »

— Robert Downey Jr., interprète de Peter Highman.
Le rôle du « boulet », Ethan Chase, apprenti acteur voulant faire carrière à Hollywood, est confié à Zach Galifianakis, qui tourne pour la seconde fois sous la direction de Todd Phillips.

« Rien ne l’affecte, rien ne semble pénétrer dans les couches profondes de son cortex, rien ne le vexe. Ethan vit dans une bulle. Il n’a aucun talent, mais est convaincu de percer à Hollywood. C’est uniquement par sa faute que ces deux hommes se retrouvent dans le pétrin, mais Ethan ne s’en rend même pas compte. Et tous les incidents qui surviendront après leur rencontre seront exclusivement de sa faute. »

— Zach Galifianakis, interprète de Ethan Tremblay.

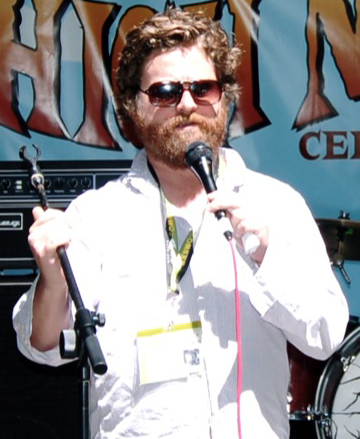
Zach Galifianakis.

La productrice et épouse de l'un des acteurs principaux, Susan Downey, raconte :

« Lorsque j’ai lu ce script, j’ai été émue, charmée par sa drôlerie, mais aussi par son humanité. On aime qu’une comédie ait ce fond d’authenticité, de même qu’on apprécie qu’un drame recèle une part d’humour. Dans Date limite, Peter va redécouvrir son humanité par l’entremise d’Ethan et se préparer ainsi à l’arrivée de son enfant. Le film raconte l’histoire d’un personnage qui devient homme juste avant de devenir père. Nonobstant l’anti-alchimie voulue par Phillips pour ses deux personnages, Galifianakis et Downey s’entendirent dès le départ. »

— Susan Downey, productrice du film.
Mais alors qu'ils ne se connaissaient pas encore, Galifianakis s'est précipité vers son nouveau partenaire de jeu, Robert Downey Jr., qu'il venait de croiser dans la rue. Mais ne l'ayant pas reconnu, ce dernier a craint d'être attaqué et a bien failli le frapper, dans un geste d'auto-défense. Fort heureusement, il a fini par identifier son « assaillant ». Les deux hommes se sont bien entendus.

« Je me souviens très bien de notre première rencontre, à Venice (Californie). Un type bizarre me croise, s’arrête et me lance : « Hé, je vais faire un film avec toi ! » Je me dis qu’il risque d’être dangereux, je m’apprête à lui flanquer mon poing dans la figure lorsque je réalise soudain : Oh mon Dieu, c’est Zach ! Plus tard, je l’ai invité à dîner chez nous pour discuter le script avec lui. Je lui ai demandé s’il avait certaines préférences en matière alimentaire, et il a répondu par une longe note où il détaillait tout ce dont il aurait besoin, comme de l’eau puisée à Trifouillis les Oies, qu’il faudrait lui faire venir par avion. C’est devenu un de mes sketches favoris. Je le lis régulièrement à mes invités. »

— Robert Downey Jr., interprète de Peter Highman .

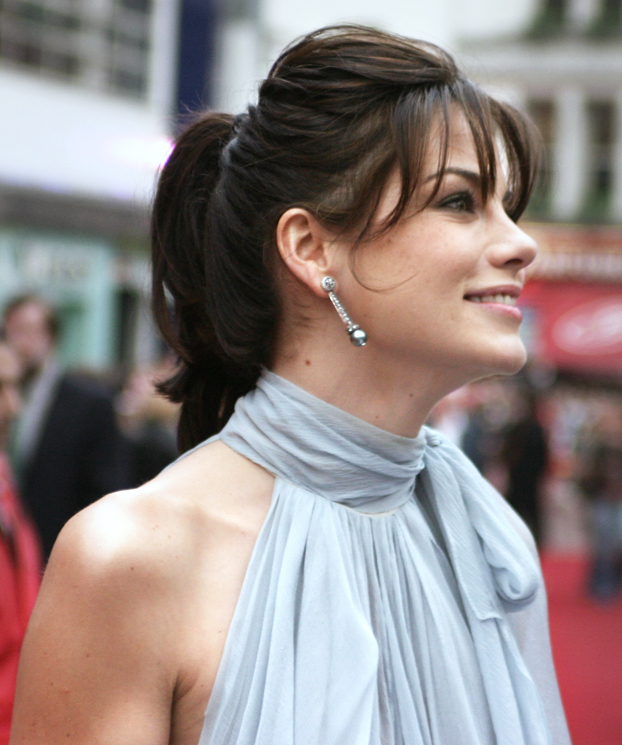
Michelle Monaghan.

Le rôle de l'épouse de Peter, Sarah, enceinte et qui attend le retour de son mari pour assister à l'accouchement, est incarnée par Michelle Monaghan, qui retrouve Robert Downey Jr cinq ans après Kiss Kiss, Bang Bang, de Shane Black.

« Sarah est enceinte de 8 mois et… 29 jours. C’est son premier bébé, et elle est évidemment sur les nerfs. Or son mari semble s’être évanoui dans la nature, et qui plus est en compagnie d’un fou furieux qui n’a qu’un souci : se faire faire une permanente! L’arrivée imminente du bébé semble plus probable que celle du père ! »

— Michelle Monaghan, interprète de Sarah Highman.

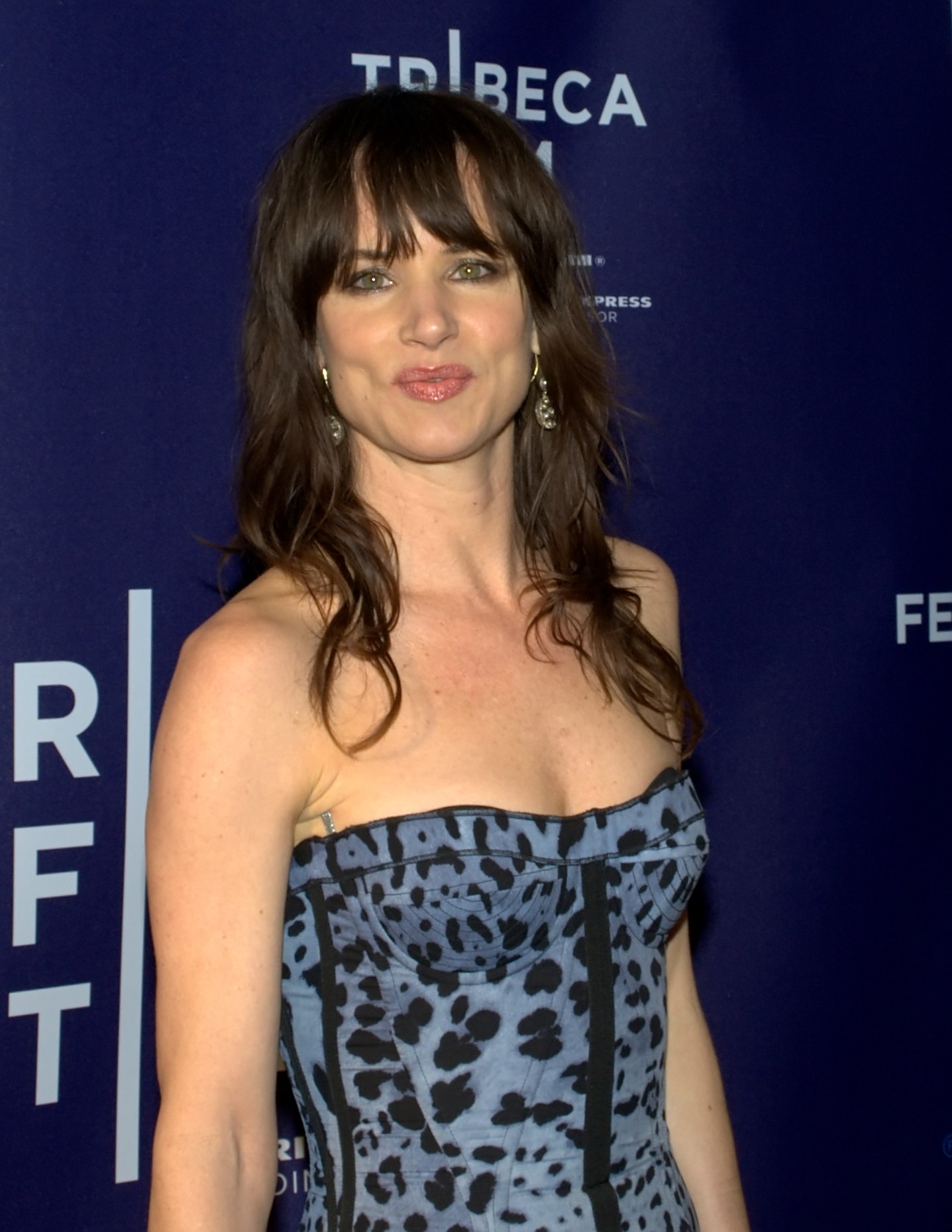
Juliette Lewis.

Le rôle d'Heidi, une dealeuse qui vend de l'herbe à Ethan, est incarné par Juliette Lewis, qui avait déjà tourné sous la direction de Phillips à deux reprises (Retour à la fac et Starsky & Hutch) et qui a accepté le rôle, alors qu'elle est en tournée avec son groupe : 

« On s'est mis d'accord pour que je bosse deux jours sur le film, entre Londres et Helsinki. Avec Todd, on joue sur du velours. Je n'ai pas besoin de connaître le rôle ni de savoir par avance ce qu'il attend de moi car je suis sûre que ce sera bon et qu'on s'amusera sur le plateau. »

— Juliette Lewis, interprète d'Heidi.
Le rôle de l'ami de Peter est donné à Jamie Foxx, qui avait débuté dans des séries comiques :

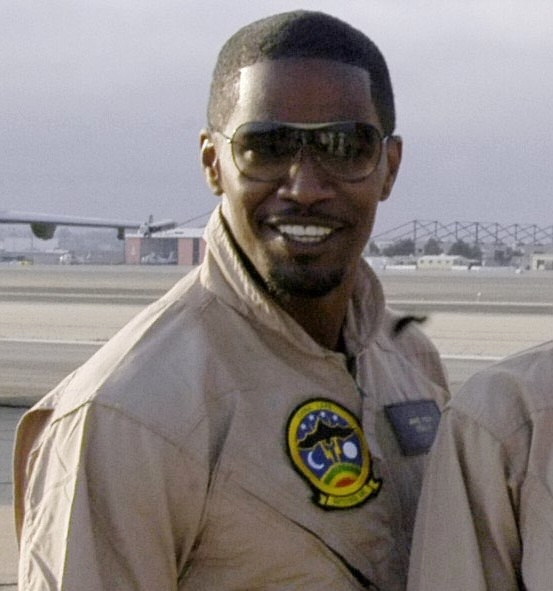
Jamie Foxx.

« C'est un vrai coup de casting d’avoir obtenu Jamie pour le rôle de cet ami qu’Ethan soupçonne au bout d’une minute… d’être le VRAI père de l'enfant à naître! À peine entré dans la maison de Darryl, Ethan repère en effet quelques photos, pose deux ou trois questions… et commence à gamberger. Il apprend que Darryl est très proche de la femme de Peter et en tire des conclusions délirantes avant de distiller le poison du doute dans l’esprit de Peter. »

— Robert Downey Jr., interprète de Peter Highman.
Foxx ajoute : 

« La situation dégénère très rapidement, aboutissant à une empoignade féroce entre Peter et Ethan. Quand vous travaillez avec Robert, Zach et Todd, vous ne pouvez jamais prévoir ce qui va arriver d’une minute à l’autre, mais vous êtes sur de vivre une expérience hors du commun. »

— Jamie Foxx, interprète de Darryl .

### Tournage
Road-movie, Date limite ne déroge pas à la règle où l'action du film se déplace de villes en villes : car le tournage s'est déroulé dans plusieurs villes et États des États-Unis, notamment en commençant à Atlanta, pour passer par le Texas, le Nouveau-Mexique et enfin la Californie. La scène où Peter et Ethan se rendent pour déposer les cendres du père du second a été en outre tournée au Grand Canyon, en Arizona,.

## Bande originale
La musique du film est composée par Christophe Beck, déjà à l’œuvre sur des précédents films du réalisateurs. L'album de la bande originale, commercialisé par WaterTower Music, contient également des chansons non originales présentes dans le film.
| 1.  | Hold On, I'm Comin'          | Sam & Dave                            | 2:31 |
| 2.  | New Moon Rising              | Wolfmother                            | 3:47 |
| 3.  | Is There a Ghost             | Band of Horses                        | 2:59 |
| 4.  | People Are Crazy             | Billy Currington                      | 3:51 |
| 5.  | White Room                   | Cream                                 | 4:58 |
| 6.  | This Is Why I'm Hot          | Mims                                  | 4:17 |
| 7.  | Sweet Jane                   | Cowboy Junkies                        | 3:35 |
| 8.  | Amazing Grace                | Rod Stewart                           | 2:02 |
| 9.  | Check Yo Self (version 2010) | Ice Cube feat. Chuck D & Lisa Kekaula | 3:25 |
| 10. | Glaucoma                     | Christophe Beck                       | 2:13 |
| 11. | A Good Sign                  | Christophe Beck                       | 1:36 |
| 12. | Ethan's Theme                | Christophe Beck                       | 1:19 |

Autres titres présents dans le film
- Closing Time – Danny McBride
- Mykonos – Fleet Foxes
- Old Man (Live at Massey Hall) – Neil Young
- Hey You – Pink Floyd
- Thème de la série Mon oncle Charlie

## Accueil

### Accueil critique
Dans l'ensemble, le long-métrage a obtenu des critiques mitigées dans les pays anglophones, obtenant un pourcentage de 40 % sur le site Rotten Tomatoes, basé sur 179 commentaires et une note moyenne de 5.2⁄10 
et une moyenne de 51⁄100 basé sur le site Metacritic, basé sur 39 commentaires.
Le critique Roger Ebert lui attribue une note de 2,5 étoiles sur 4 en notant que « le film contient suffisamment de rire pour satisfaire le public du week-end » et le compare à un autre road-movie humoristique : Un ticket pour deux, film sorti en 1987 dont la trame est assez similaire, mais déplore que Date limite pourrait, entre autres, offrir plus.
En France, les critiques sont aussi mitigées : en général, le film est vu comme un film plutôt « drôle et trash », même si certains y voient une « étape peu mémorable » de la carrière de Todd Phillips, sauvé par le tandem Galifianakis-Downey. Beaucoup de critiques saluent la prestation de Zach Galifianakis, qui sera nommé aux MTV Movie Awards dans la catégorie Meilleure performance comique. Sur le site d'Allociné, le film reçoit la note moyenne de 3.4⁄5.

### Box-office
En dépit d'un succès critique mitigé, le film démarre à la seconde place du box-office américain avec 43,7 millions de dollars lors de sa première semaine derrière Megamind  et parvient à rester dans les dix premiers durant les cinq semaines suivantes et un cumul de 96 millions de dollars. Au total, Date Limite a rapporté un total de 100,5 millions de dollars en douze semaines sur le territoire américain pour un budget de 65 millions, lui permettant de connaître un succès commercial. À l'international, le film rencontré un succès, avec 111,2 millions de dollars (les plus grosses recettes à l'étranger viennent d'Allemagne, de Royaume-Uni et d'Australie), permettant à Date Limite d'obtenir 211,7 millions de dollars de recettes au box-office mondial.
En France, le film démarre à la troisième place du box-office avec 418 659 entrées, se classant derrière Potiche et Les Petits mouchoirs, puis reste huit semaines supplémentaires à l'affiche pour finir avec 786 360 entrées.
Toutefois, ce succès est inférieur en comparaison du précédent film du duo Todd Phillips et Zach Galifianakis, Very Bad Trip, qui avait totalisé 467,5 millions de dollars de recettes mondiales, dont 277,3 millions sur le territoire américain, ainsi que 2 millions d'entrées en France.